# أنطونيو لانغيلا
أنطونيو لانغيلا (بالإيطالية: Antonio Langella)‏ (مواليد 30 مارس 1977 في نابولي - إيطاليا) لاعب كرة قدم إيطالي يلعب حاليا لصالح نادي الدرجة الأولى باري الإيطالي منذ 2009 في مركز المهاجم كما يجيد اللعب في مركز الجناح الأيسر .

## روابط خارجية
- أنطونيو لانغيلا على موقع قاعدة بيانات كرة القدم.إي يو (الإنجليزية)
- أنطونيو لانغيلا على موقع ناشيونال فوتبول تيمز (الإنجليزية)
- أنطونيو لانغيلا على موقع كووورة